# Comuna Vilneanka, Korostîșiv
Vilneanka (în ucraineană Вільнянська сільська рада) este o comună în raionul Korostîșiv, regiunea Jîtomîr, Ucraina, formată din satele Borok, Radivka și Vilneanka (reședința).

## Demografie
Componența lingvistică a comunei Vilneanka
     Ucraineană (97,5%)
     Rusă (2,5%)
Conform recensământului din 2001, majoritatea populației comunei Vilneanka era vorbitoare de ucraineană (97,5%), existând în minoritate și vorbitori de rusă (2,5%).